# Libnotes greenwoodi
Libnotes greenwoodi är en tvåvingeart som beskrevs av Alexander 1924. Libnotes greenwoodi ingår i släktet Libnotes och familjen småharkrankar.
Artens utbredningsområde är Fiji. Inga underarter finns listade i Catalogue of Life.